# Louisa Elizabeth Grey
Lady Louisa Elizabeth Grey, contessa di Durham (7 aprile 1797 – 26 novembre 1841), è stata una nobildonna inglese.

## Biografia
Era la figlia primogenita di Charles Grey, II conte Grey, e di sua moglie, Mary Elizabeth Ponsonby.

## Matrimonio
Sposò, il 9 dicembre 1816, John Lambton, I conte di Durham, figlio di William Lambton e di Lady Anne Villiers. Ebbero cinque figli:
- Lady Emily Augusta Lambton (?-2 novembre 1886), sposò William Cavendish, ebbero tre figli;
- Lady Alice Anne Caroline Lambton (?-15 gennaio 1907), sposò John Douglas, XVIII conte di Morton, non ebbero figli;
- Lady Mary Louisa Lambton (?-9 marzo 1898), sposò James Bruce, XII conte di Kincardine, ebbero tre figli;
- Lord Charles William Lambton (16 gennaio 1818-24 settembre 1831);
- George Lambton, II conte di Durham (5 settembre 1828-27 novembre 1879).

## Morte
Morì il 26 novembre 1841, a 44 anni.

## Ascendenza
|                                     |               |                                             | Genitori                                  |  |  | Nonni |  |  | Bisnonni                |  |  | Trisnonni |  |
|                                     |               |                                             |                                           |  |  |       |  |  | Henry Grey, I baronetto |  |  | John Grey |  |
|                                     |               |                                             |                                           |  |  |       |  |  | Henry Grey, I baronetto |  |  | John Grey |  |
|                                     |               | Margaret Pearson                            |                                           |  |  |       |  |  | Henry Grey, I baronetto |  |  |           |  |
| Charles Grey, I conte Grey          |               |                                             |                                           |  |  |       |  |  | Henry Grey, I baronetto |  |  |           |  |
|                                     |               | Hannah Wood                                 | Thomas Wood                               |  |  |       |  |  |                         |  |  |           |  |
|                                     |               | Hannah Wood                                 | Thomas Wood                               |  |  |       |  |  |                         |  |  |           |  |
|                                     |               | Hannah Wood                                 | Jane Cooke                                |  |  |       |  |  |                         |  |  |           |  |
| Charles Grey, II conte Grey         |               | Hannah Wood                                 |                                           |  |  |       |  |  |                         |  |  |           |  |
|                                     |               | George Grey                                 | George Grey                               |  |  |       |  |  |                         |  |  |           |  |
|                                     |               | George Grey                                 | George Grey                               |  |  |       |  |  |                         |  |  |           |  |
|                                     |               | George Grey                                 | Alice Clavering                           |  |  |       |  |  |                         |  |  |           |  |
| Elizabeth Grey                      |               | George Grey                                 |                                           |  |  |       |  |  |                         |  |  |           |  |
|                                     |               | Elizabeth Ogle                              | Nathaniel Ogle                            |  |  |       |  |  |                         |  |  |           |  |
|                                     |               | Elizabeth Ogle                              | Nathaniel Ogle                            |  |  |       |  |  |                         |  |  |           |  |
|                                     |               | Elizabeth Ogle                              | Elizabeth Newton                          |  |  |       |  |  |                         |  |  |           |  |
| Louisa Elizabeth Grey               |               | Elizabeth Ogle                              |                                           |  |  |       |  |  |                         |  |  |           |  |
|                                     | John Ponsonby | Brabazon Ponsonby, I conte di Bessborough   |                                           |  |  |       |  |  |                         |  |  |           |  |
|                                     | John Ponsonby | Brabazon Ponsonby, I conte di Bessborough   |                                           |  |  |       |  |  |                         |  |  |           |  |
|                                     | John Ponsonby | Sarah Margetson                             |                                           |  |  |       |  |  |                         |  |  |           |  |
| William Ponsonby, I barone Ponsonby | John Ponsonby |                                             |                                           |  |  |       |  |  |                         |  |  |           |  |
|                                     |               | Elizabeth Cavendish                         | William Cavendish, III duca di Devonshire |  |  |       |  |  |                         |  |  |           |  |
|                                     |               | Elizabeth Cavendish                         | William Cavendish, III duca di Devonshire |  |  |       |  |  |                         |  |  |           |  |
|                                     |               | Elizabeth Cavendish                         | Catherine Hoskins                         |  |  |       |  |  |                         |  |  |           |  |
| Mary Elizabeth Ponsonby             |               | Elizabeth Cavendish                         |                                           |  |  |       |  |  |                         |  |  |           |  |
|                                     |               | Richard Molesworth, III visconte Molesworth | Robert Molesworth, I visconte Molesworth  |  |  |       |  |  |                         |  |  |           |  |
|                                     |               | Richard Molesworth, III visconte Molesworth | Robert Molesworth, I visconte Molesworth  |  |  |       |  |  |                         |  |  |           |  |
|                                     |               | Richard Molesworth, III visconte Molesworth | Laetitia Coote                            |  |  |       |  |  |                         |  |  |           |  |
| Louisa Molesworth                   |               | Richard Molesworth, III visconte Molesworth |                                           |  |  |       |  |  |                         |  |  |           |  |
|                                     |               | Mary Jenney Ussher                          | William Ussher                            |  |  |       |  |  |                         |  |  |           |  |
|                                     |               | Mary Jenney Ussher                          | William Ussher                            |  |  |       |  |  |                         |  |  |           |  |
|                                     |               | Mary Jenney Ussher                          | Mary Jenney                               |  |  |       |  |  |                         |  |  |           |  |
|                                     |               | Mary Jenney Ussher                          |                                           |  |  |       |  |  |                         |  |  |           |  |

| Controllo di autorità | VIAF (EN) 88470030 · ISNI (EN) 0000 0000 6093 4607 · LCCN (EN) no2009068305 · BNE (ES) XX5440118 (data) |